# (6569) Ondaatje
(6569) Ondaatje est un astéroïde Amor découvert le 26 juin 1993 par Jean Mueller à l'observatoire Palomar.
Il est nommé d'après Michael Ondaatje, né le 12 septembre 1943 à Colombo, au Sri Lanka, romancier et poète canadien. Il est surtout connu pour son roman L'Homme flambé (The English Patient) sur lequel est basé le scénario du film à succès Le Patient anglais.